# T.L. Osborn
Tommy Lee Osborn (ur. 23 grudnia 1923, zm. 14 lutego 2013) – amerykański duchowny, misjonarz, uzdrowiciel i autor zielonoświątkowy.
Krucjata Osborna w Ugandzie w 1957 roku spowodowała znaczny wzrostu ruchu zielonoświątkowego w tym kraju. On, jego żona Daisy i ich współpracownicy głosili ewangelię w 78 krajach. W latach 90. XX wieku odwiedził Polskę (m.in. Szczecin).
Jest on również autorem wielu książek chrześcijańskich, tj.: „Healing The Sick”, „Soulwinning”, „God’s Love Plan”, „The Good Life” i „The Message That Works”.